# Lâu đài Kolštejn
Lâu đài Kolštejn (hay Lâu đài Branná, tiếng Séc: hrad Kolštejn, Branná) là một lâu đài có từ thời Trung cổ, tọa lạc ở phía đông nam làng Branná, thuộc huyện Šumperk, vùng Olomoucký, Cộng hòa Séc. Lâu đài này có tên trong danh sách các di tích văn hóa của Cộng hòa Séc.

## Lịch sử
Lâu đài Kolštejn có lẽ được xây dựng theo phong cách Gothic vào đầu thế kỷ 14 (1306–1310). Lúc bấy giờ, một trong những chủ nhân đầu tiên của lâu đài là John của Wüstehube, được đề cập trong văn bản lịch sử vào năm 1313. Sau đó, lâu đài được Vua Johann của Bohemia mua lại để trao cho các lãnh chúa của Lipá. Trong giai đoạn từ giữa thế kỷ 14 - cuối thế kỷ 16, lâu đài nhiều lần đổi chủ sở hữu. Vào thế kỷ 16, lâu đài Kolštejn được xây dựng lại theo phong cách Phục hưng. Lâu đài bị tàn phá và xuống cấp nghiêm trọng sau hai trận hỏa hoạn vào các năm 1770 và 1926. Sau năm 1945, công trình này trở thành tài sản nhà nước.
Hiện nay, lâu đài Kolštejn đang được bảo tồn và cho phép mở cửa để du khách tham quan. Đây cũng là nơi tổ chức các buổi triển lãm và biểu diễn nghệ thuật vào mùa hè.